# Mstěnice (hrad)
Hrad Mstěnice stával nedaleko zaniklé obce Mstěnice u Rouchovan. Pod hradem je jedno ze zastavení naučné stezky.

## Historie
Hrad vznikl nejspíš v polovině 13. století, ovšem neexistoval dlouho. Po vzniku blízké tvrze zanikl. Nezachovaly se o něm žádné písemné zprávy.
Obytná budova stála na obdélníkovém prostranství o rozměrech 20 x 15 metrů. Chráněny byly dvojicí valů a příkopů, přičemž u vnějšího valu se nacházela zděná budova.